# 二王山 (静岡県)
二王山（におうやま）は静岡県静岡市葵区にある山。標高1,208.0メートル。山名は「におうさん」とも読まれる。

## 概要
赤石山脈の南部に位置しており、山の東側を安倍川が流下、西側の山中からは安倍川支流の仙俣川が発している。静岡百山研究会が1991年に刊行した『静岡の百山』で紹介された登山者にも親しまれる山で、東側の湯の森集落から登山路があるほか、西側は奥仙俣集落から荷物運搬用レール沿いの登路を上がることが出来るが植林されたスギが成長して藪道となっているという。なお、東西いずれも山頂までは2時間半ほどを要する。周辺には西約4キロメートルに勘行峰（1449.5メートル）、北西約7キロメートルに笹山（1763.2メートル）がある。
山名は、山容が刈り取られた稲穂を円錐状に積み上げたものに似ているからという説や、山の南にある二王峠から取られたという説がある。